# Morti nel 2005
| Questa pagina contiene informazioni ricavate automaticamente dalle voci biografiche con l'ausilio del template Bio e di un bot. L'aggiornamento è periodico e automatico e ricostruisce completamente la pagina. Se manca una persona in questa lista, sei pregato di non aggiungerla, ma accertati piuttosto che la sua voce biografica contenga il template Bio e che i dati anagrafici siano correttamente compilati. Se il template Bio manca, inseriscilo tu stesso o, in alternativa, metti l'avviso {{tmp\|Bio}} che ne segnala la mancanza. Se i dati riportati sono sbagliati, correggi direttamente la voce biografica; le modifiche saranno visibili in questa lista entro pochi giorni. Per chiarimenti vedi il progetto biografie. La lista contiene solo le 1.742 persone che sono citate nell'enciclopedia e per le quali è stato implementato correttamente il template Bio. Pagina aggiornata al 18 ago 2025. |

## Senza giorno specificato(41)
- Edward Aggrey-Fynn, calciatore e allenatore di calcio ghanese (n. 1934)
- Ezio Altieri, costumista e scenografo italiano
- Satoru Anabuki, aviatore e militare giapponese (n. 1921)
- Ennio Bianchi, calciatore italiano (n. 1919)
- Feti Borova, cestista, allenatore di pallacanestro e dirigente sportivo albanese (n. 1931)
- Salvatore Bucca, linguista italiano (n. 1920)
- Michele Capobianco, architetto italiano (n. 1921)
- Vittorio Castelnuovo, cantautore e fisarmonicista svizzero (n. 1915)
- Paolo Cercato, architetto italiano (n. 1930)
- Claudio Cima, alpinista e scrittore italiano (n. 1949)
- Cleo Romagnoli, stilista italiana (n. 1913)
- Niccolò Del Re, storico e bibliotecario italiano (n. 1914)
- Dante Di Maso, calciatore italiano (n. 1924)
- Vince Dillon, calciatore e allenatore di calcio inglese (n. 1923)
- Camillo Fabbri, calciatore e allenatore di calcio italiano (n. 1919)
- Elvino Gargiulo, serial killer italiano (n. 1925)
- Giuliana Genta, architetta italiana (n. 1922)
- Gheorghe Gornea, calciatore rumeno (n. 1944)
- Muhammad Hawadle Madar, politico somalo (n. 1939)
- Nikolaj Kiselëv, fondista sovietico (n. 1939)
- Rosario Magrì, scrittore italiano (n. 1924)
- Alan Martin, calciatore inglese (n. 1923)
- Sergio Mendizábal, attore spagnolo (n. 1920)
- Victor Meyer, psicologo polacco (n. 1920)
- Meir Michaelis, storico israeliano (n. 1905)
- Petre Moldoveanu, allenatore di calcio e calciatore rumeno (n. 1925)
- Ivan Mosca, pittore e esoterista italiano (n. 1915)
- Juan Pedevilla, calciatore argentino (n. 1909)
- Cesare Pedrazzi, giurista italiano (n. 1927)
- Ferdinando Reggiani, arbitro di calcio italiano (n. 1939)
- Fereydoun Sadeghi, cestista e dirigente sportivo iraniano
- Werner Schmid, pentatleta svizzero (n. 1919)
- Maria Scutti, atleta paralimpica, schermitrice e tennistavolista italiana (n. 1928)
- Angelo Spagnulo, militare italiano (n. 1980)
- Kārlis Sātiņš, cestista lettone (n. 1913)
- Bruno Traversetti, critico letterario, saggista e regista italiano (n. 1937)
- Edda Valente, attrice italiana (n. 1927)
- Ivan Vladimirov, cestista e allenatore di pallacanestro bulgaro (n. 1926)
- Harry Warburton, bobbista svizzero (n. 1925)
- Gino Zannini, politico italiano (n. 1912)
- Ion Țăranu, lottatore rumeno (n. 1938)